# Vlajka Omské oblasti

Vlajka Omské oblasti
Poměr stran: 2:3

Vlajka Omské oblasti, jedné z oblastí Ruské federace, je tvořena listem o poměru stran 2:3 se třemi svislými pruhy – červeným, bílým a červeným. Uprostřed bílého pruhu je ještě jeden, modrý, vlnitý svislý pruh (kůl) široký 1/3 šířky bílého pruhu.
Červená barva, barva života, milosrdenství a lásky, symbolizuje odvahu, statečnost a smělost. Bílá barva symbolizuje šlechetnost, čistotu, spravedlnost a velkorysost, a připomíná klimatické zvláštnosti Sibiře. Modrá barva je alegorií krásy, velikosti a laskavosti. Vlnitý modrý kůl symbolizuje řeku Irtyš, která oblastí protéká.

## Historie
Omská oblast byla vytvořena 7. února 1934. V sovětské éře oblast neužívala žádnou vlajku. Od roku 1992 (rozpad Sovětského svazu) se správa oblasti několikrát bezúspěšně snažila o uspořádání soutěže na návrh symbolů oblasti. 25. října 2002 přijalo Zákonodárné shromáždění oblasti usnesení č. 209 „O projednání návrhů na znak a vlajku Omské oblasti”. Na zasedání chtěli poslanci dočasně přijmout vlajku bývalé RSFSR. Pozitivně byl přijat návrh Igora Alexandroviče Vachitova, Alberta Minichanoviče Karimova a Olega Alexandroviče Nikitina (v hlavním zdroji uveden Igor). Tento návrh pozitivně přijala Heraldická rada prezidenta Ruské federace, doporučila však nahradit bílý pruh žlutým, aby barvy odpovídaly barvám (budoucího) znaku oblasti. Poslanci k tomuto doporučení nepřihlédli a vlajku schválili (ve druhém čtení dne 17. června 2003) zákonem č. 450-ОZ v původní podobě.

Vlajka RSFSR (1954–1991) Poměr stran: 1:2
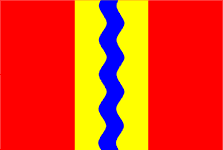
Návrh vlajky Omské oblasti (2002/03) Poměr stran: 2:3

## Vlajky městského okruhu a rajónů Omské oblasti

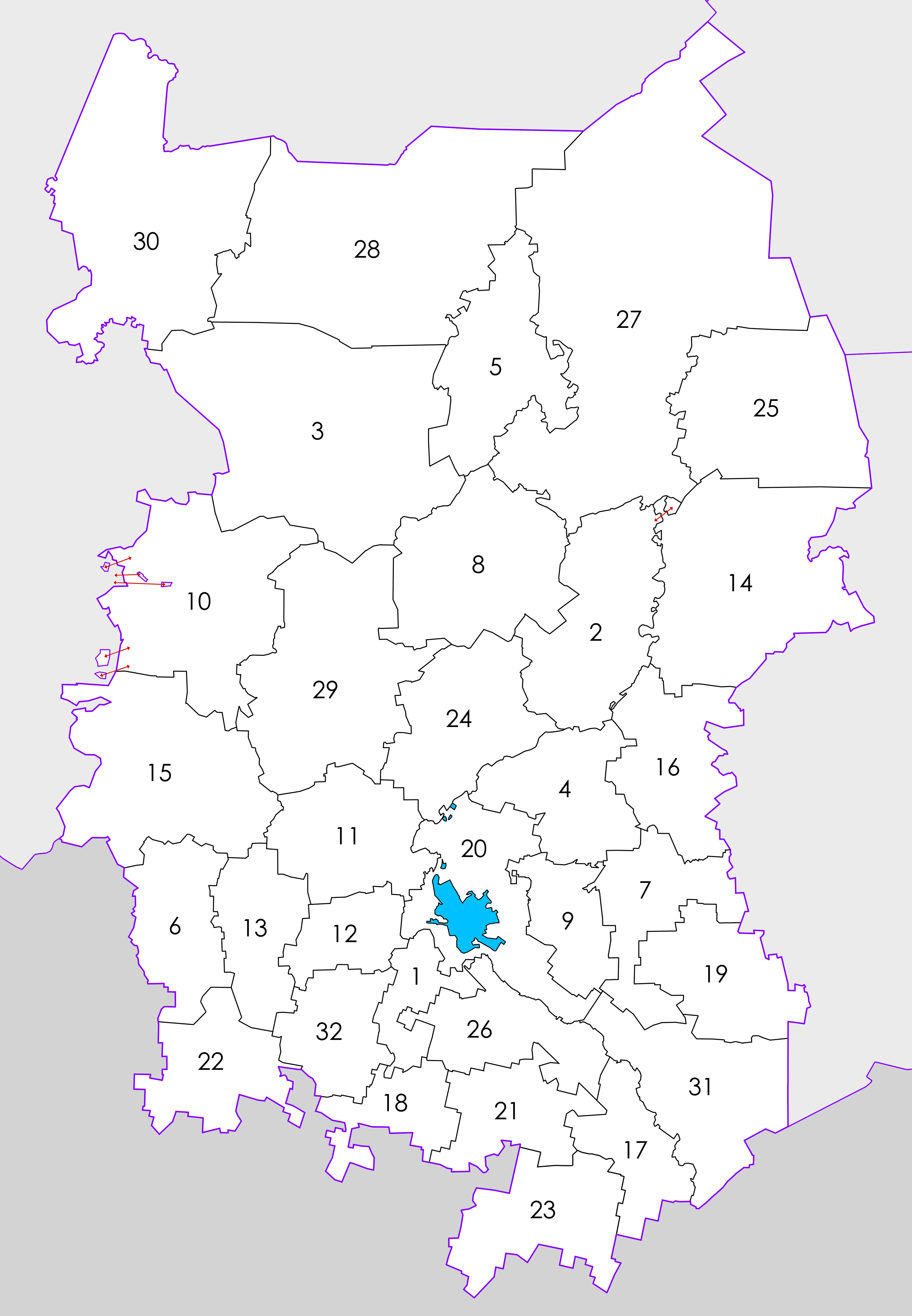
Členění Omské oblasti

Od 1. ledna 2016 se Omská oblast člení na 1 městský okruh (hlavní město Omsk) a 32 rajónů.

Omsk Poměr stran: 2:3

Městské okruhy
- Omsk
Poměr stran: 2:3

Rajóny

Azovský rajón (1) Poměr stran: 2:3
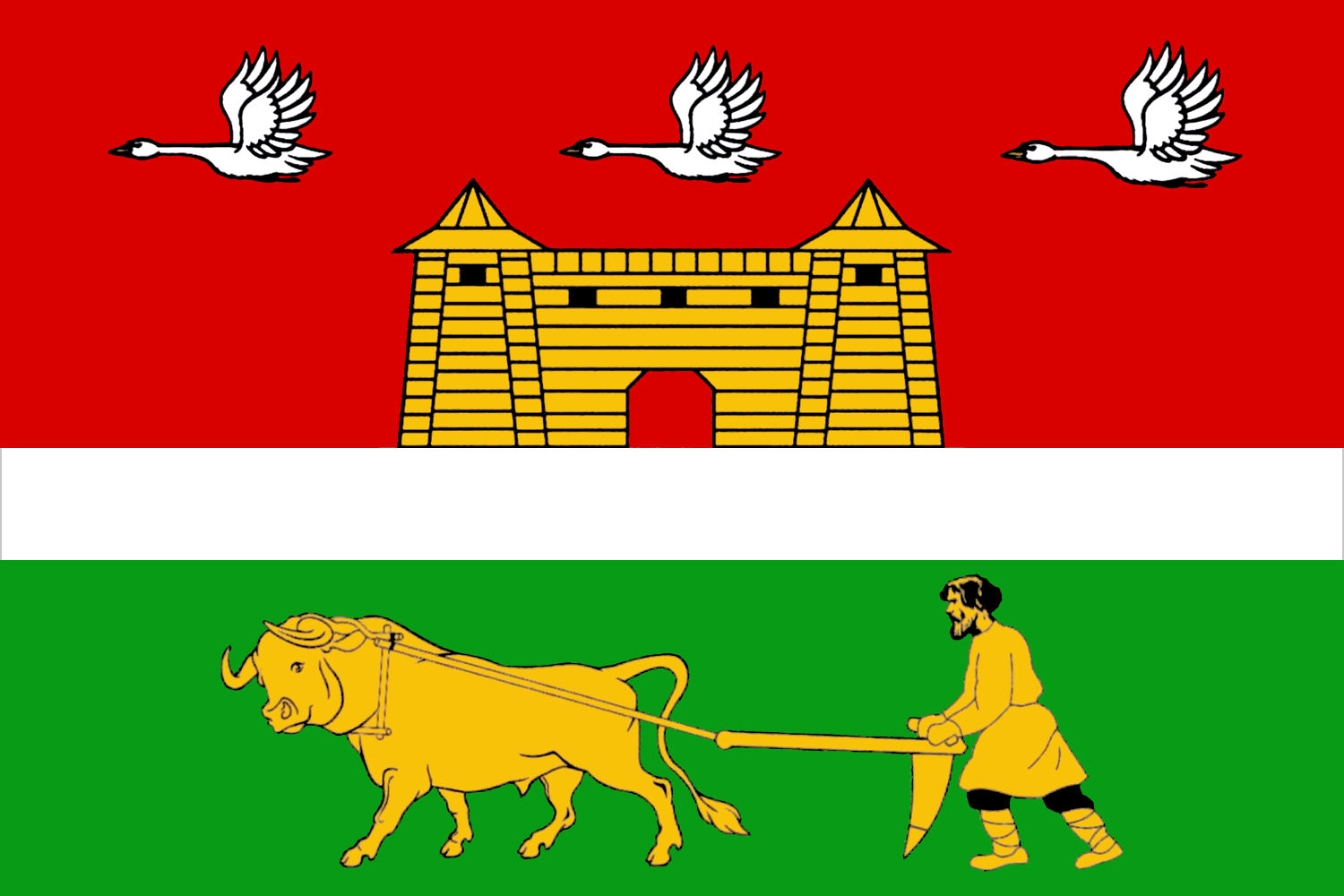
Bolšerečenský rajón (2) Poměr stran: 2:3
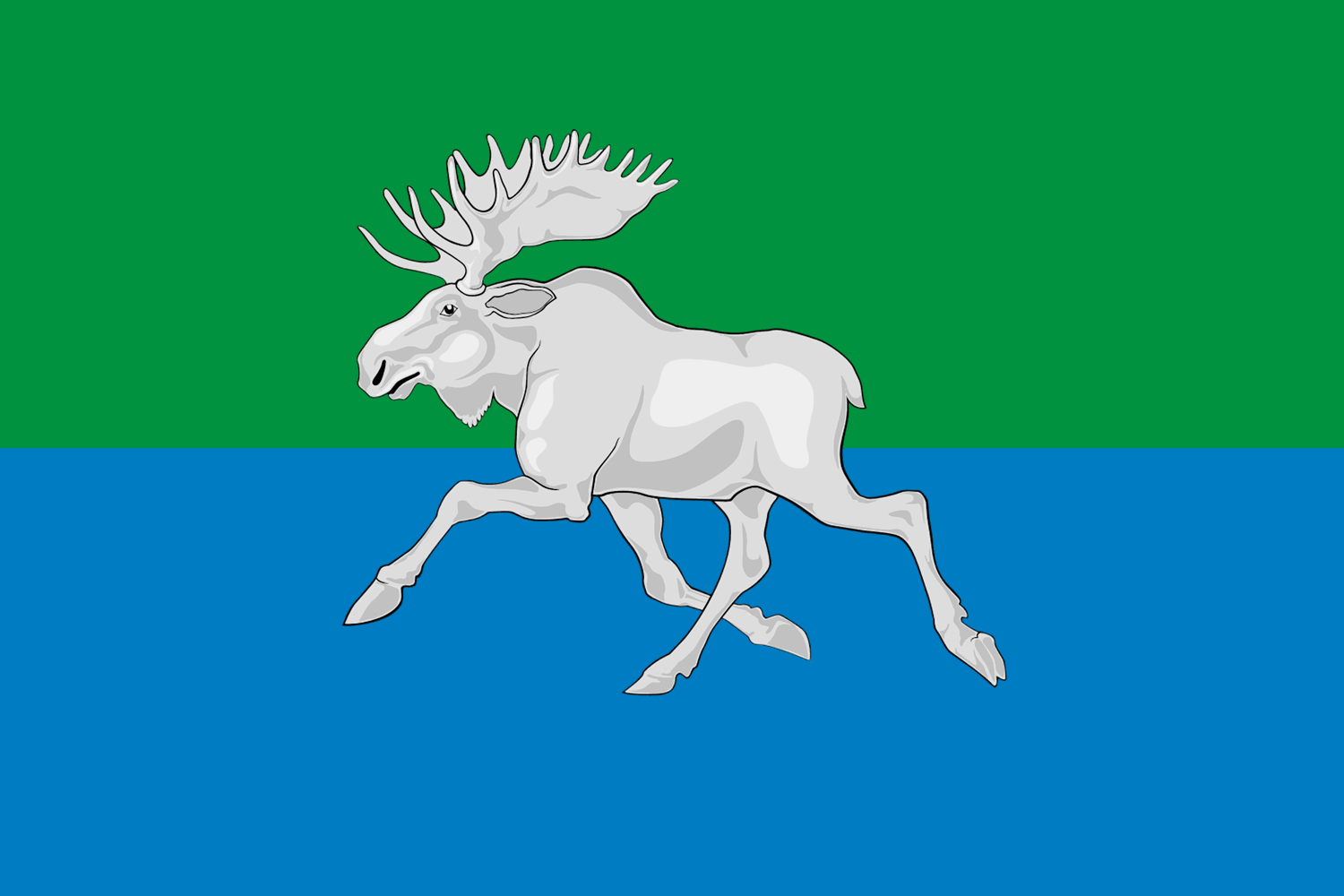
Bolšeukovský rajón (3) Poměr stran: 2:3
Gorkovský rajón (4) Poměr stran: 2:3
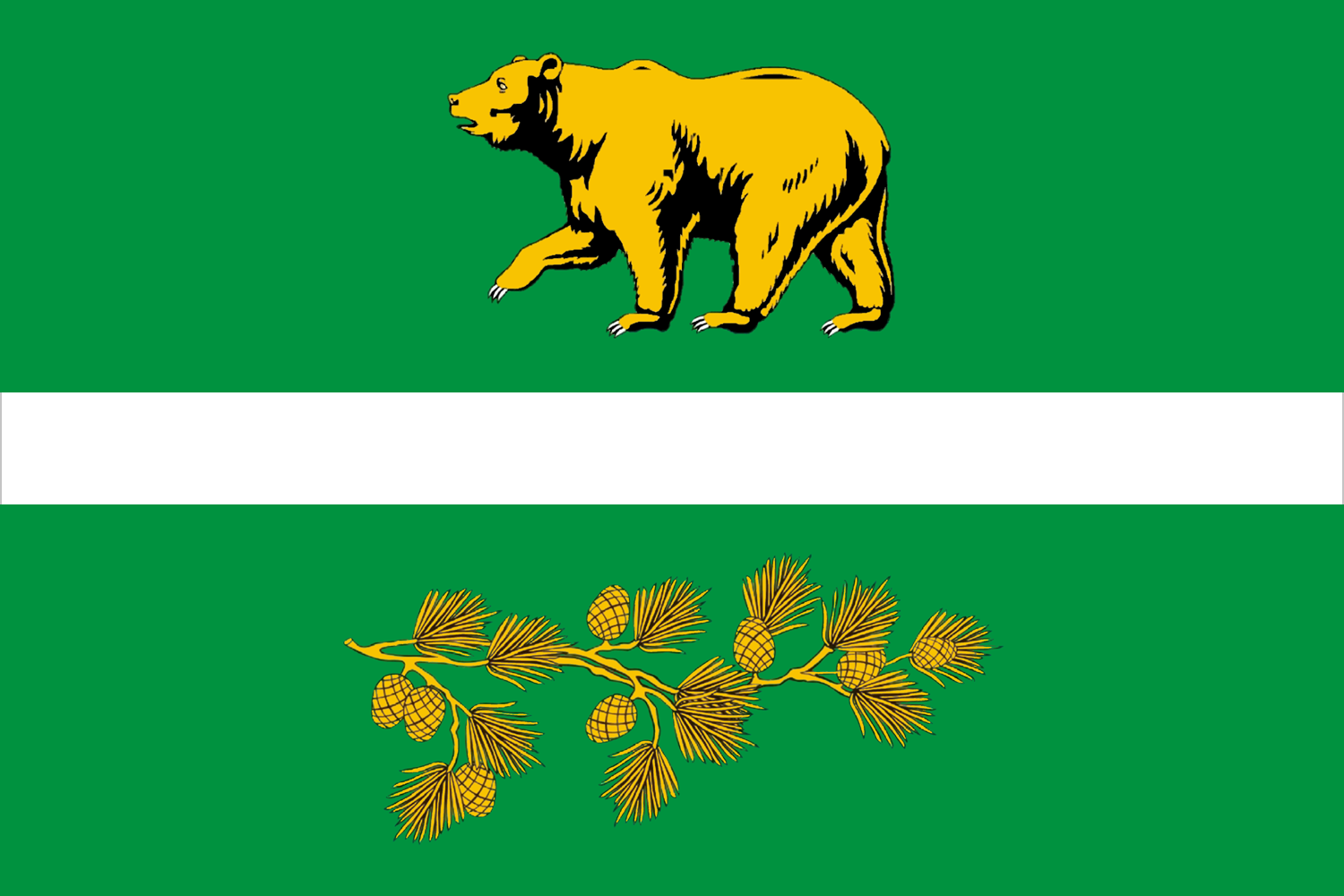
Znamenský rajón (5) Poměr stran: 2:3
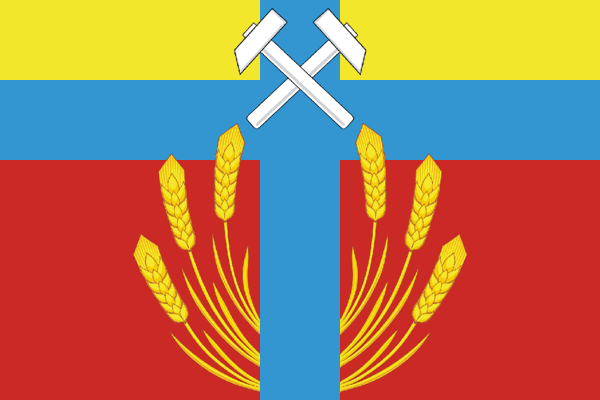
Isilkulský rajón (6) Poměr stran: 2:3
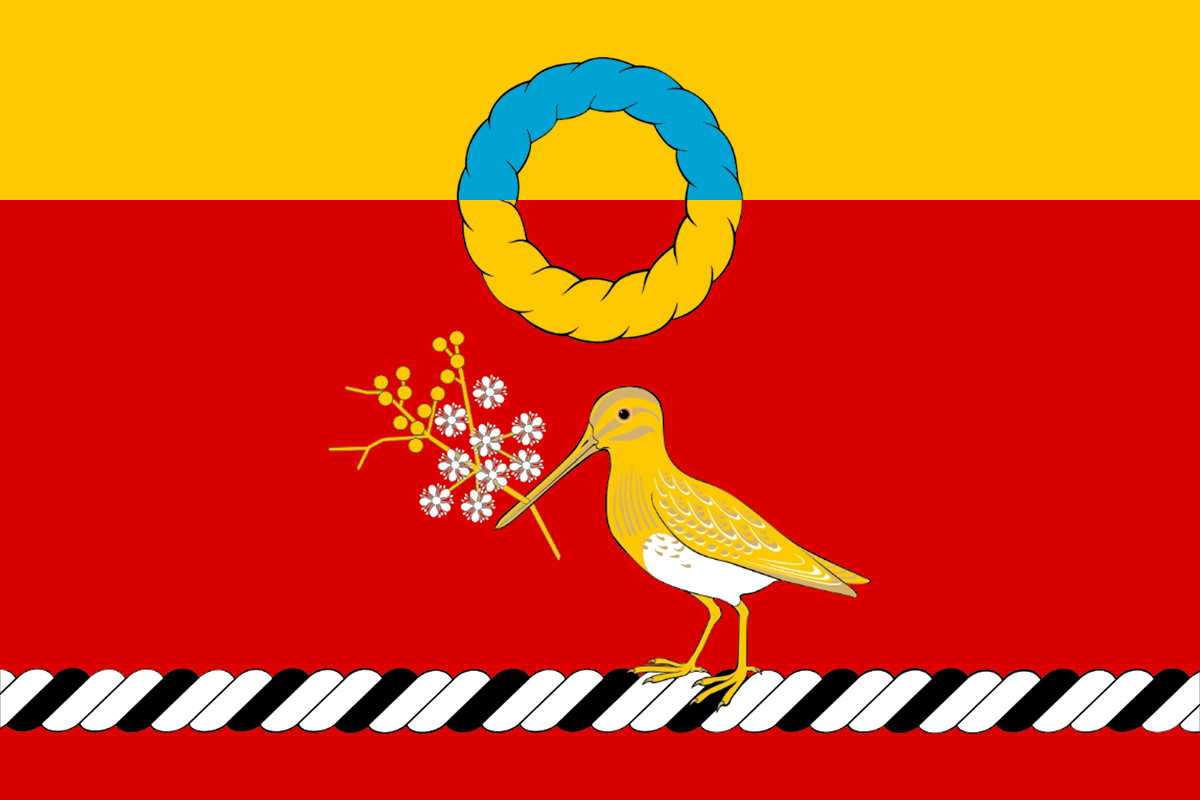
Kalačinský rajón (7) Poměr stran: 2:3
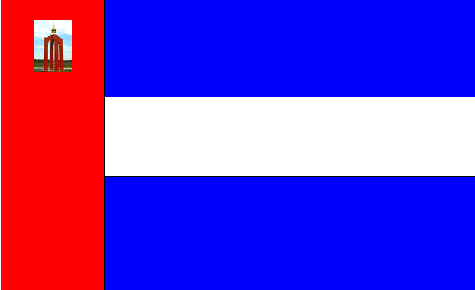
Kolosovský rajón (8) Poměr stran: 2:3
Kormilovský rajón (9) Poměr stran: 2:3
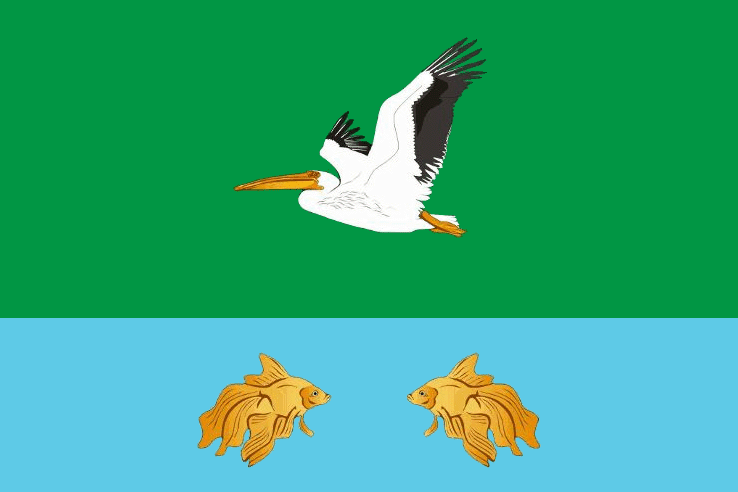
Krutinský rajón (10) Poměr stran: 2:3
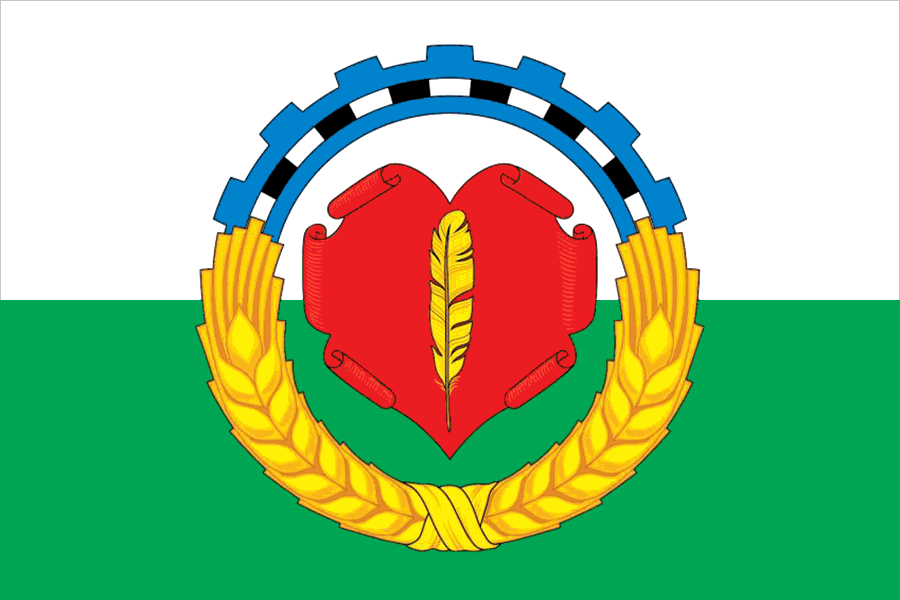
Ljubinský rajón (11) Poměr stran: 2:3
Marjanovský rajón (12) Poměr stran: 2:3
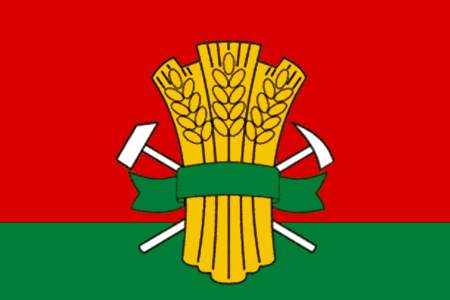
Moskalenský rajón (13) Poměr stran: 2:3
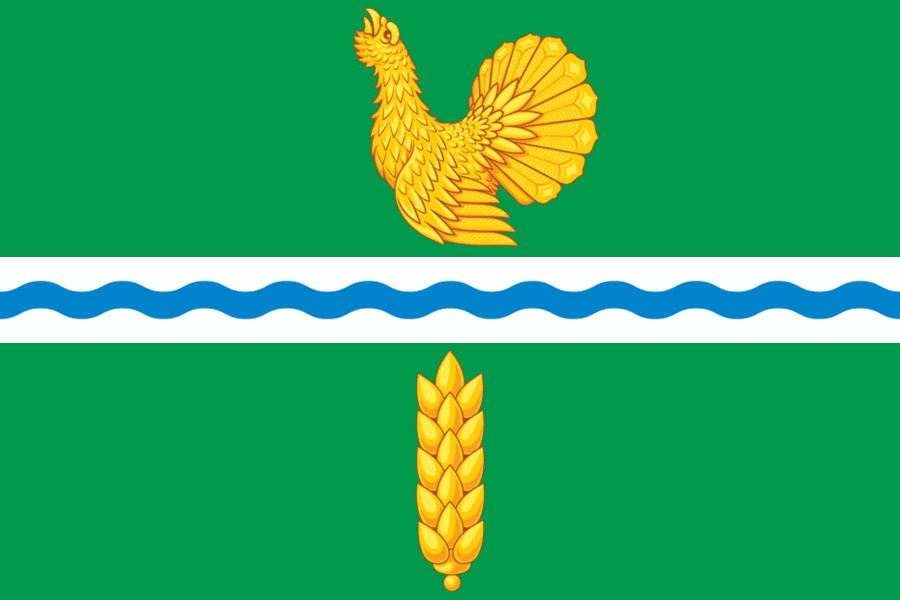
Muromcevský rajón (14) Poměr stran: 2:3
Nazyvajevský rajón (15) Poměr stran: 2:3
Nižněomský rajón (16) Poměr stran: 2:3
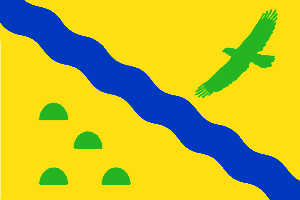
Novovaršavský rajón (17) Poměr stran: 2:3
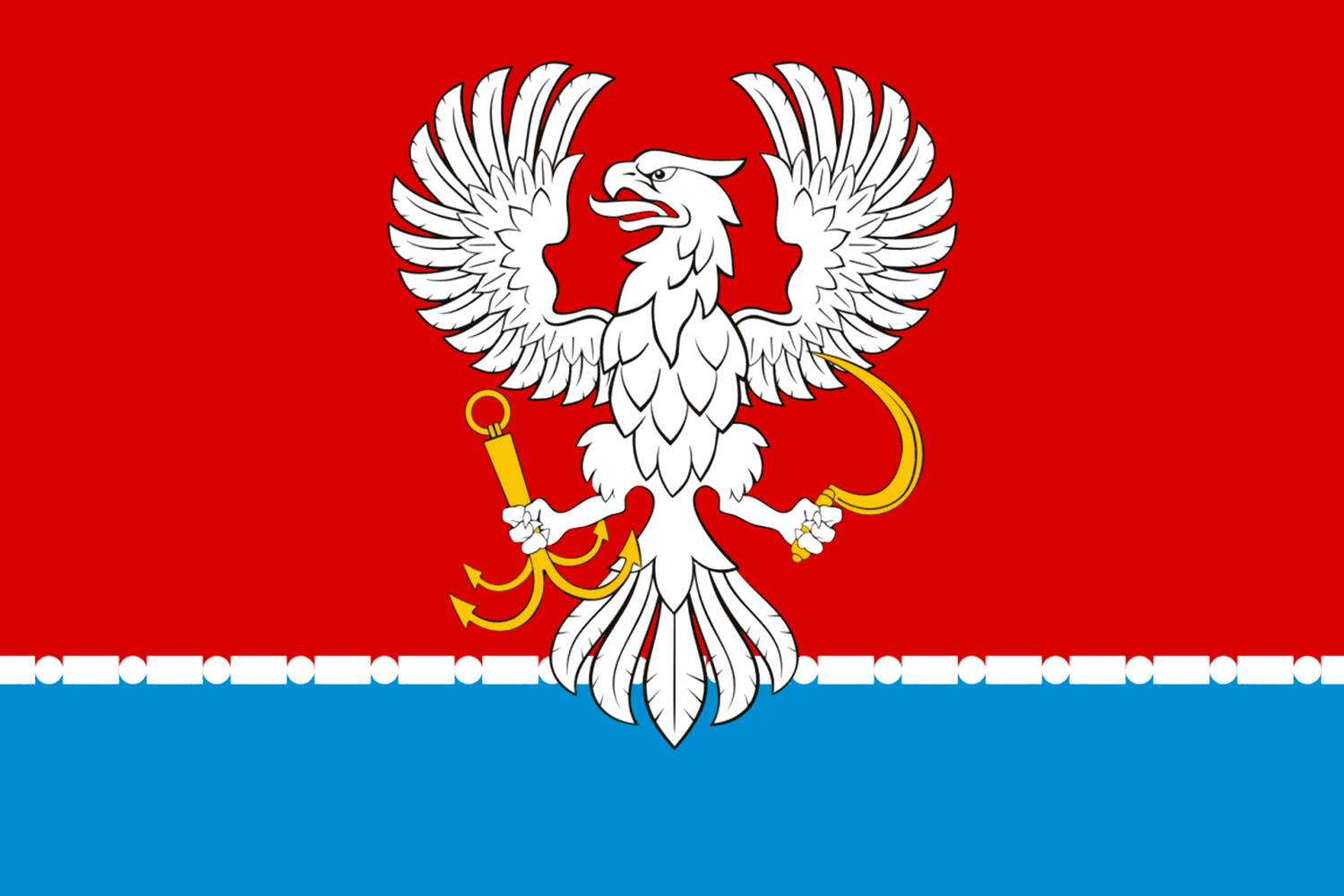
Oděský rajón (18) Poměr stran: 2:3
Okonešnikovský rajón (19) Poměr stran: 2:3
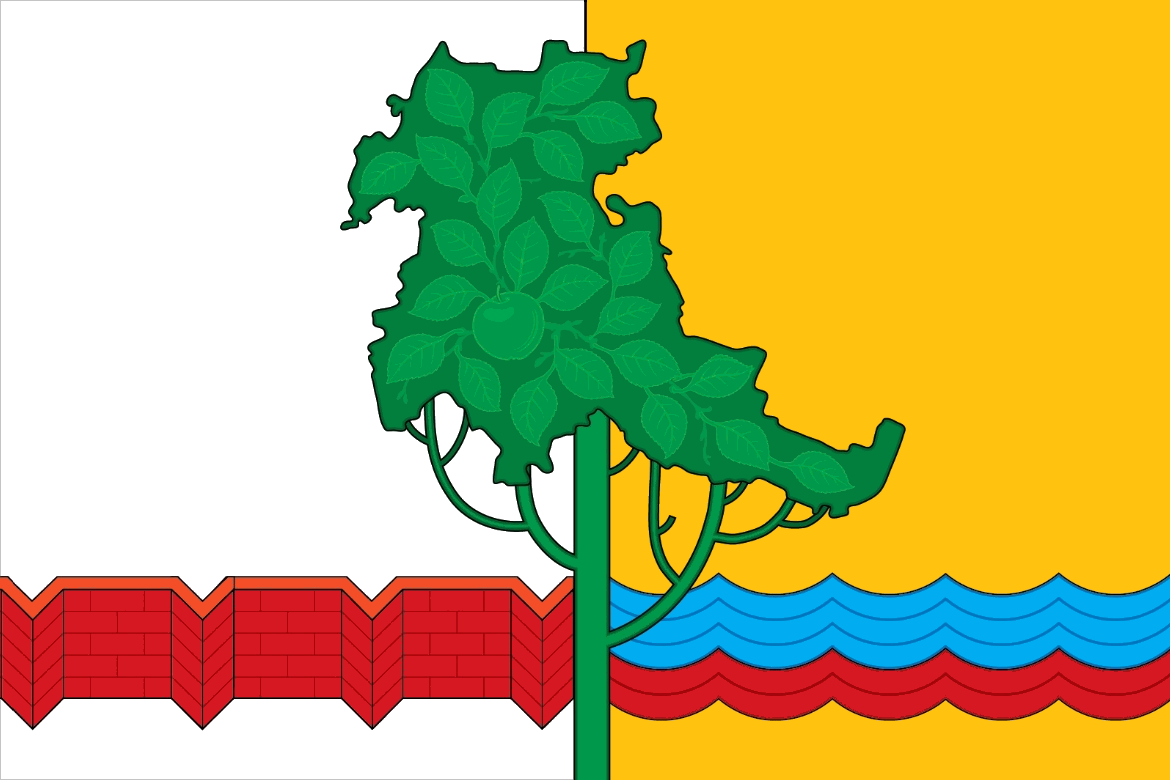
Omský rajón (20) Poměr stran: 2:3
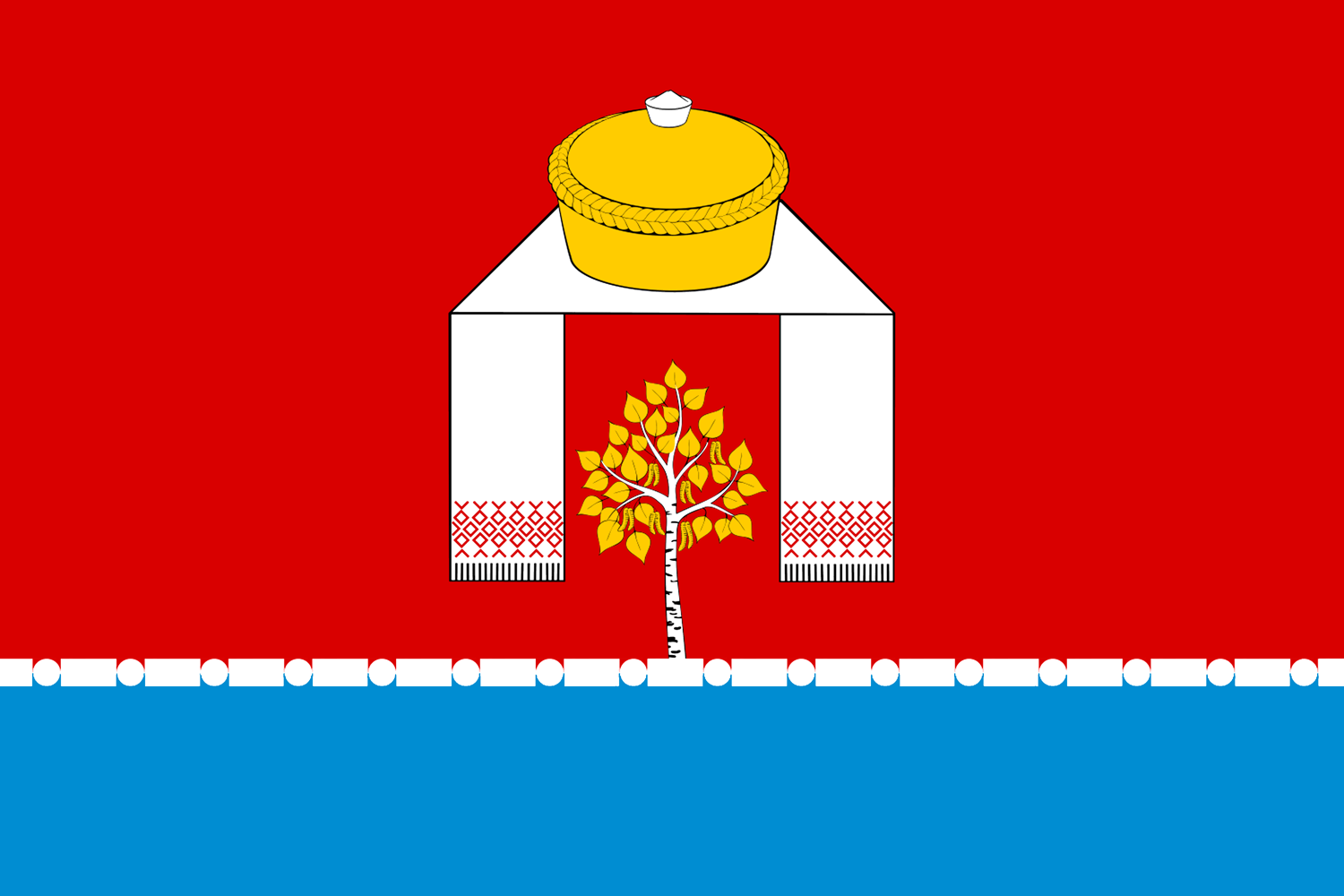
Pavlogradský rajón (21) Poměr stran: 2:3
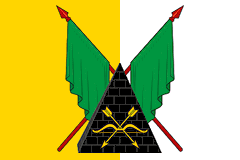
Poltavský rajón (22) Poměr stran: 2:3
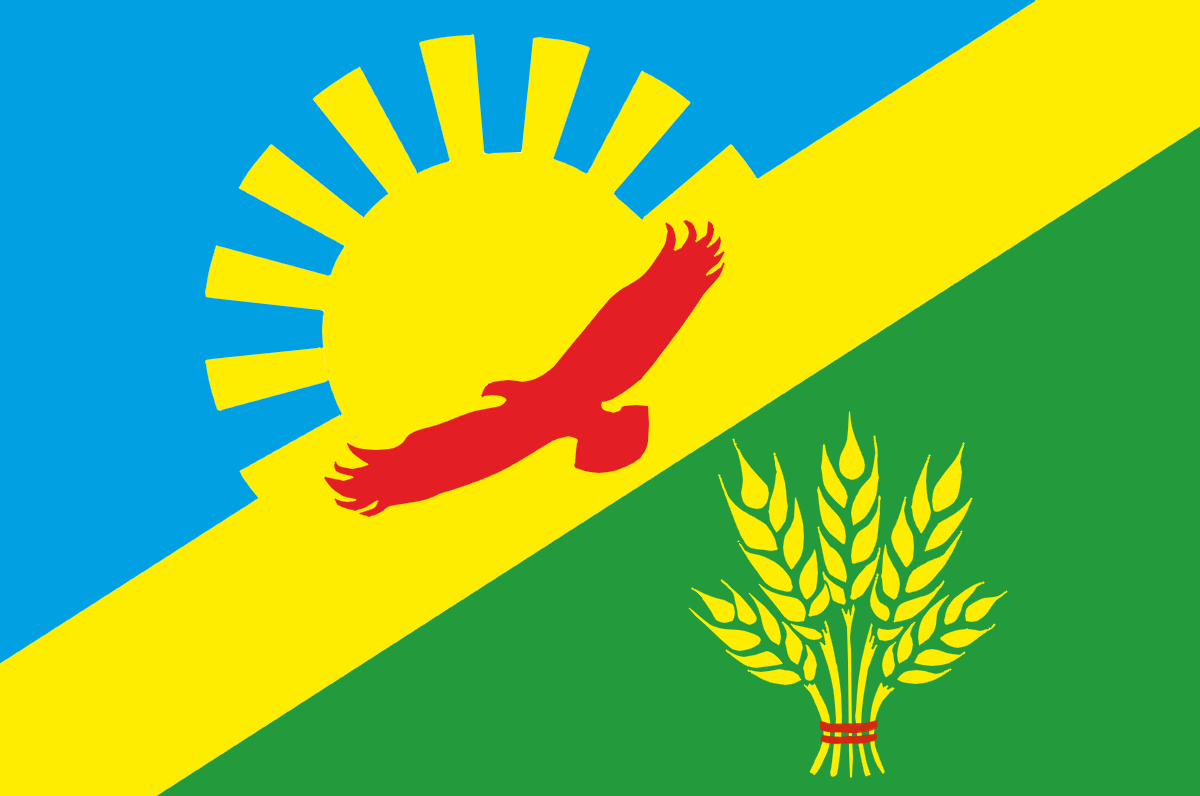
Russko-Poljanský rajón (23) Poměr stran: 2:3
Sargatský rajón (24) Poměr stran: 2:3
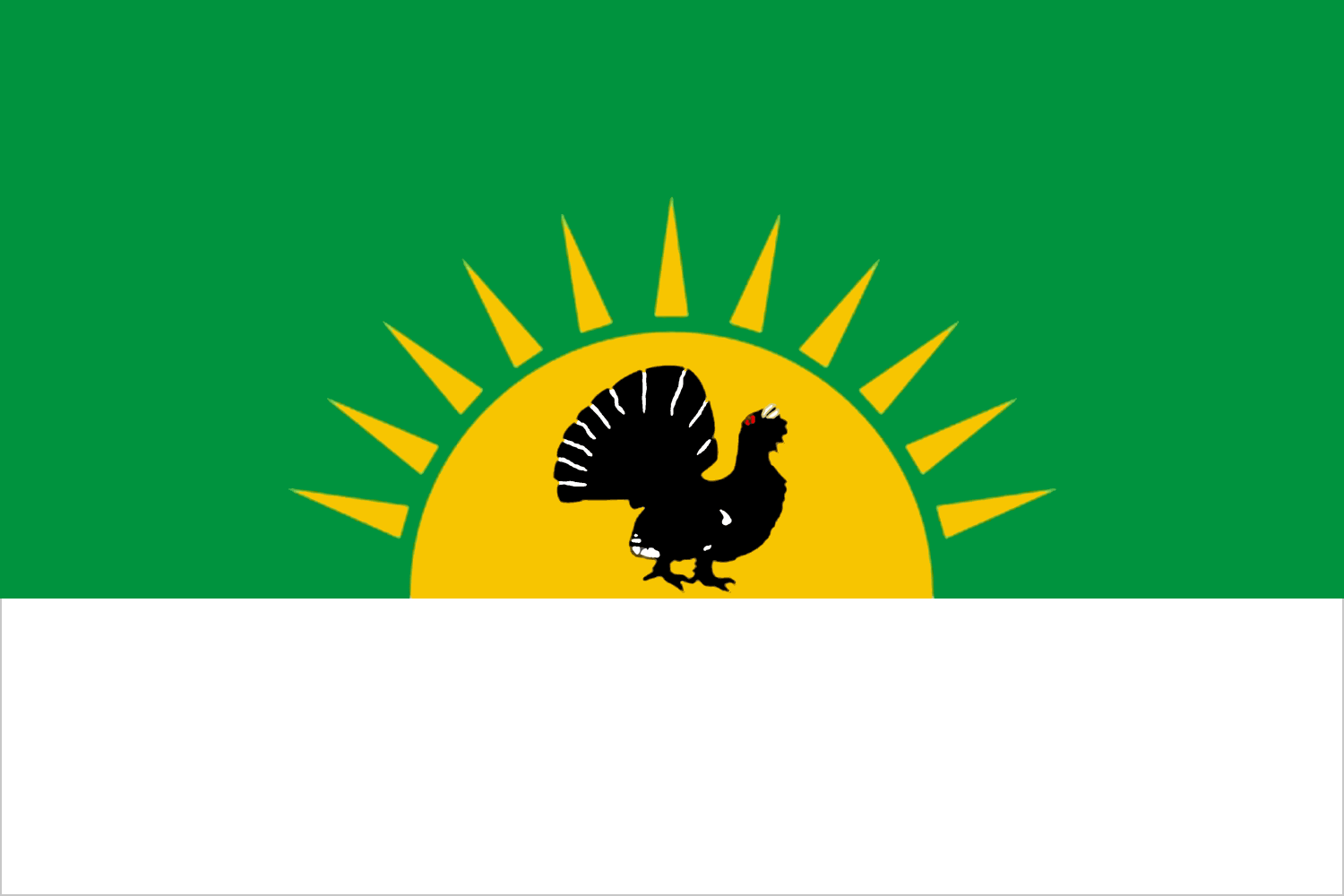
Sedelnikovský rajón (25) Poměr stran: 2:3
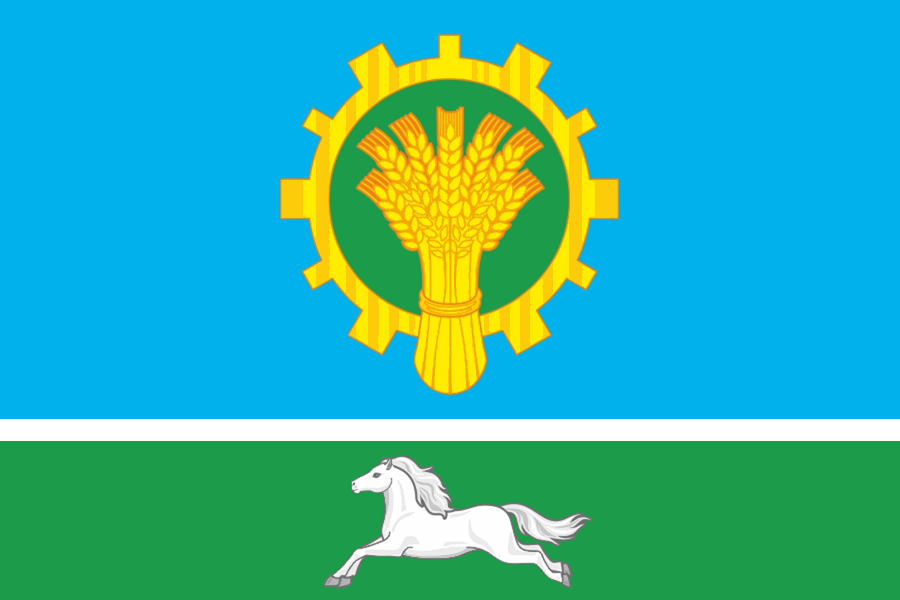
Tavričeský rajón (26) Poměr stran: 2:3
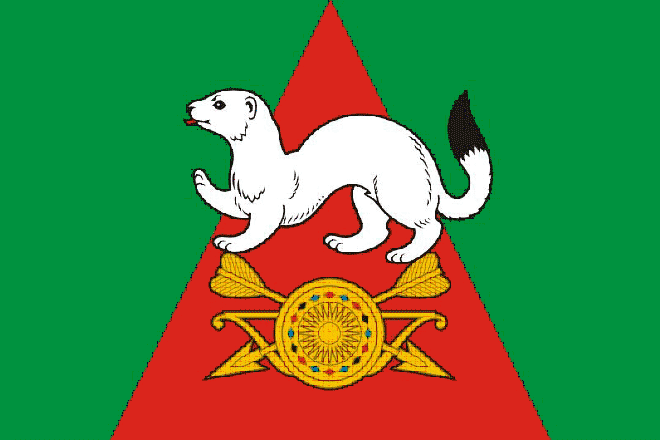
Tarský rajón (27) Poměr stran: 2:3
Tevrizský rajón (28) Poměr stran: 2:3
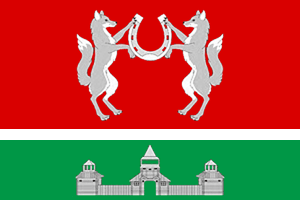
Tjukalinský rajón (29) Poměr stran: 2:3
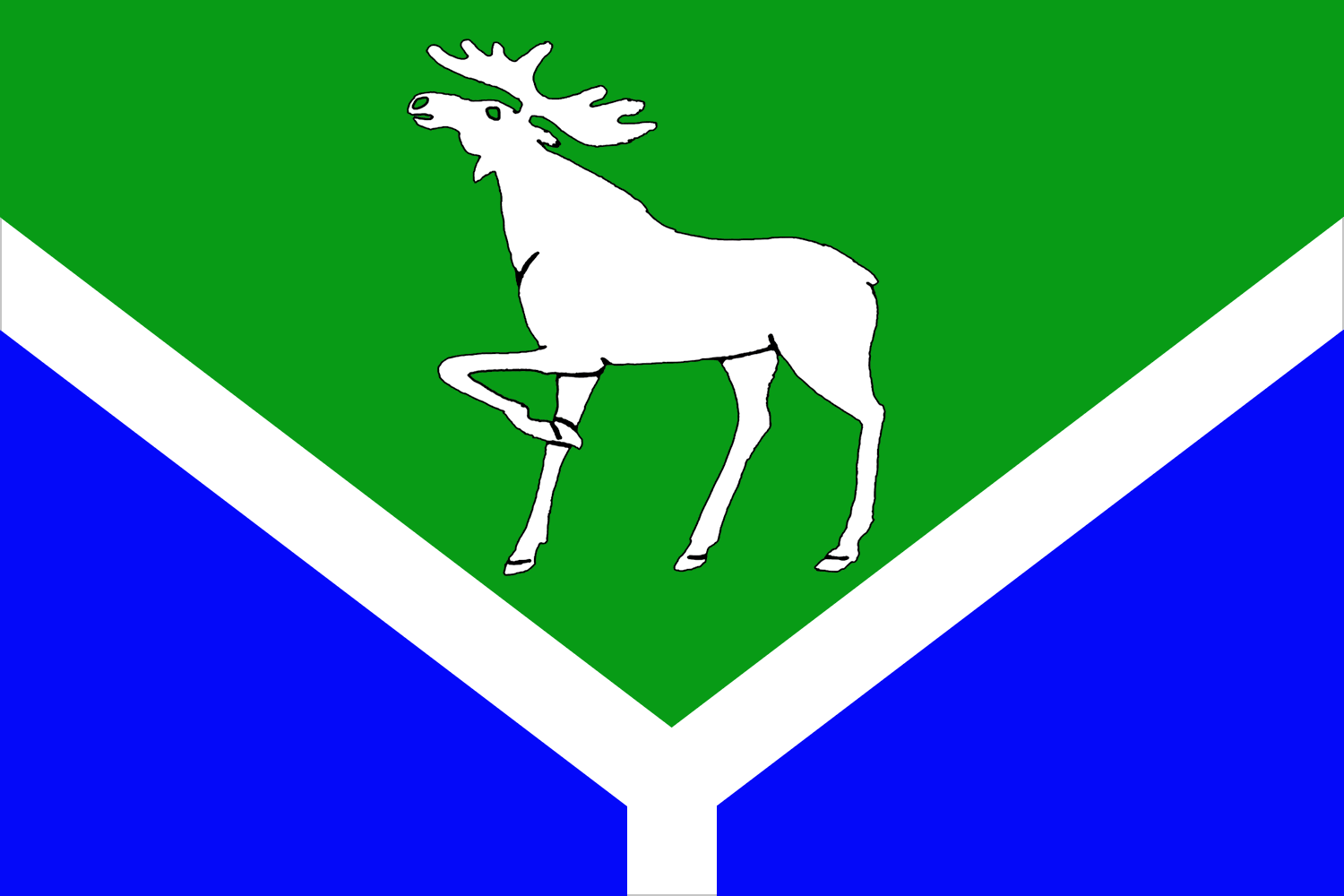
Usť-Išimský rajón (30) Poměr stran: 2:3
Čerlakský rajón (31) Poměr stran: 2:3
Šerbakulský rajón (32) Poměr stran: 2:3